# Anthaxia lauta
Anthaxia lauta es una especie de escarabajo del género Anthaxia, familia Buprestidae. Fue descrita científicamente por Alexeev en 1964.